# Aussois
Aussois és un municipi francès situat al departament de la Savoia i a la regió d'Alvèrnia-Roine-Alps. L'any 2007 tenia 663 habitants.

## Demografia

### Població
El 2007 la població de fet d'Aussois era de 663 persones. Hi havia 275 famílies de les quals 92 eren unipersonals (48 homes vivint sols i 44 dones vivint soles), 52 parelles sense fills, 87 parelles amb fills i 44 famílies monoparentals amb fills.
La població ha evolucionat segons el següent gràfic:
Habitants censats

### Habitatges
El 2007 hi havia 1.135 habitatges, 285 eren l'habitatge principal de la família, 803 eren segones residències i 48 estaven desocupats. 259 eren cases i 848 eren apartaments. Dels 285 habitatges principals, 183 estaven ocupats pels seus propietaris, 79 estaven llogats i ocupats pels llogaters i 23 estaven cedits a títol gratuït; 11 tenien una cambra, 40 en tenien dues, 60 en tenien tres, 74 en tenien quatre i 100 en tenien cinc o més. 202 habitatges disposaven pel capbaix d'una plaça de pàrquing. A 144 habitatges hi havia un automòbil i a 101 n'hi havia dos o més.

### Piràmide de població
La piràmide de població per edats i sexe el 2009 era:
| Homes | Edats   | Dones |
| ----- | ------- | ----- |
| 0     | 95 o +  | 0     |
| 0     | 90 a 94 | 0     |
| 0     | 85 a 89 | 4     |
| 0     | 80 a 84 | 0     |
| 4     | 75 a 79 | 8     |
| 20    | 70 a 74 | 20    |
| 8     | 65 a 69 | 8     |
| 20    | 60 a 64 | 8     |
| 16    | 55 a 59 | 20    |
| 32    | 50 a 54 | 28    |
| 28    | 45 a 49 | 28    |
| 16    | 40 a 44 | 20    |
| 24    | 35 a 39 | 24    |
| 32    | 30 a 34 | 24    |
| 24    | 25 a 29 | 32    |
| 12    | 20 a 24 | 16    |
| 20    | 15 a 19 | 16    |
| 16    | 10 a 14 | 24    |
| 8     | 5 a 9   | 12    |
| 16    | 0 a 4   | 12    |

## Economia
El 2007 la població en edat de treballar era de 448 persones, 350 eren actives i 98 eren inactives. De les 350 persones actives 341 estaven ocupades (179 homes i 162 dones) i 9 estaven aturades (5 homes i 4 dones). De les 98 persones inactives 41 estaven jubilades, 33 estaven estudiant i 24 estaven classificades com a «altres inactius».

### Ingressos
El 2009 a Aussois hi havia 293 unitats fiscals que integraven 644,5 persones, la mediana anual d'ingressos fiscals per persona era de 18.262 €.

### Activitats econòmiques
Dels 141 establiments que hi havia el 2007, 3 eren d'empreses extractives, 3 d'empreses alimentàries, 4 d'empreses de fabricació d'altres productes industrials, 6 d'empreses de construcció, 19 d'empreses de comerç i reparació d'automòbils, 3 d'empreses de transport, 24 d'empreses d'hostatgeria i restauració, 3 d'empreses d'informació i comunicació, 1 d'una empresa financera, 6 d'empreses immobiliàries, 6 d'empreses de serveis, 51 d'entitats de l'administració pública i 12 d'empreses classificades com a «altres activitats de serveis».
Dels 23 establiments de servei als particulars que hi havia el 2009, 1 era una oficina bancària, 1 taller de reparació d'automòbils i de material agrícola, 2 paletes, 2 fusteries, 1 lampisteria, 1 perruqueria, 14 restaurants i 1 tintoreria.
Dels 14 establiments comercials que hi havia el 2009, 2 eren botiges de menys de 120 m², 3 fleques, 1 una carnisseria, 2 llibreries, 1 una botiga de roba i 5 botigues de material esportiu.
L'any 2000 a Aussois hi havia 16 explotacions agrícoles.

## Equipaments sanitaris i escolars
El 2009 hi havia una escola elemental.

## Poblacions més properes
El següent diagrama mostra les poblacions més properes.